# Depressed Mode
Depressed Mode ist eine finnische Death-Doom-Band aus Pori, die 2005 gegründet wurde. 

## Geschichte
Die Band wurde Ende 2005 mit dem Lied Words of Silence gegründet. Sie war zunächst noch ein Soloprojekt von Ossy Salonen. Für das Lied benötigte Salonen noch Gitarrenklänge, weshalb er seinen alten Bandkollegen Tomppa Turpeinen fragte, der schließlich Bandmitglied wurde. Etwas später stieß Natalie Koskinen von Shape of Despair hinzu, die Gesang zum Lied beisteuerte. Im Herbst 2006 wurde das Label Firebox Records auf die Gruppe aufmerksam, bei dem sie einen Vertrag für die Veröffentlichung von zwei Alben unterzeichnete. Im November begab sich Koskinen nach Pori, um dort den Gesang in Salonens Heimstudio aufzunehmen. Nachdem der Gesang und die E-Gitarren aufgenommen worden waren, merkte die Gruppe, dass die Gitarren nicht so klangen wie gewünscht. Daraufhin wurde der Rest des Abmischens von Jori Haukio ab Anfang 2007 durchgeführt. Durch Haukio kam Marko Tommila als Schlagzeuger hinzu, da er ein langjähriger Freund von ihm war. Tommila war zugleich auch ein alter Bandkollege Salonens. Das Schlagzeug, der Bass, die E-Gitarren und das Cello wurden in Haukios Heimstudio aufgenommen. Im Sommer 2007 wurde der Bassist Jani Lamminpää durch Henri Hakala ersetzt. Das Album erschien im August unter dem Namen Ghosts of Devotion bei Firedoom Music, dem Sublabel von Firebox Records. Im Sommer 2007 übernahm Teemu „Telaketju“ Heinola Haukios Posten. Ihren ersten Auftritt hielt die Band am 12. Januar 2008 ab. Bevor Ende 2008 die Aufnahmen zum zweiten Album begannen, wurde Iiro Aittokoski als neuer Schlagzeuger verpflichtet. ..For Death.. wurde mit Jori Haukio im Ansa Studio in Ulvila produziert und anschließend von Mika Jussila in den Finnvox Studios gemastert. Die Veröffentlichung fand im Februar 2009 statt.

## Stil
Thomas von Metal.de schrieb über Ghosts of Devotion, dass hierauf Doom Metal enthalten ist, bei dem die Keyboards eine wichtige Rolle spielen würden. Teilweise tendiere die Musik auch gegen langsamen, melodischen Black Metal im Stil von Hecate Enthroned. Das Lied Alone erinnere an eine langsamere Version von Old Man’s Child und grenze sich vom Rest des Albums ab. Geprägt sei das Album durch reinen Doom Metal, mit einer Melancholie die an My Dying Bride erinnere. Auch grenze man manchmal stark am Funeral Doom. Der weibliche Gesang rufe Erinnerungen an Shape of Despair zu Zeiten von Angels of Distress wach, wobei es aber auch männliche Growls gebe. Tony Cannella von femmemetalwebzine.net bezeichnete die Musik von ..For Death.. als atmosphärischen Death Metal. Salonens Gesang stehe im Wechsel mit dem von Koskinen, besonders charakteristisch sei außerdem der Einsatz des Keyboards. Die Musik klinge wie ein Soundtrack für einen Film.

## Diskografie
- 2006: Promo 2006 (Demo, Eigenveröffentlichung)
- 2007: Ghosts of Devotion (Album, Firedoom Music)
- 2009: ..For Death.. (Album, Firedoom Music)
- 2022: Decade of Silence (Album, Inverse Records)